# 10foot
10foot, auch 10 Foot geschrieben, ist das Pseudonym eines britischen Graffiti-Künstlers, der von der Financial Times zum bekanntesten Graffiti-Sprayer Londons gekürt wurde. Seine Werke finden sich in Großbritannien und anderen Ländern sowohl in Hauptstädten als auch an abgelegenen Orten. Der durch die Graffiti-Entfernung in Großbritannien verursachte finanzielle Schaden wird bis 2023 auf eine Million Pfund geschätzt. Unter anderem verbreitet 10foot durch seine Graffiti politische Meinungen, etwa „freies Palästina“, wenn es seine Unterstützung für die palästinensische Unabhängigkeitsbewegung zum Ausdruck bringt.

## Identität und Leben
Hinter dem Pseudonym 10foot verbirgt sich laut Daily Mail eine Person mit dem Namen Sam Moore. Moore stammt ursprünglich von der Isle of Wight, wo er bei seiner Mutter und seinem Stiefvater aufwuchs und die örtliche weiterführende Schule besuchte. Er begann mit Graffiti, nachdem er im Alter von 20 Jahren nach London gezogen war, wo er andere Sprayer kennenlernte. Im Jahr 2010 wurde er wegen illegaler Graffiti zu einer Gefängnisstrafe verurteilt und bekannte sich schuldig für 25 Vergehen. Im Jahr 2023 schloss sich 10foot im Rahmen der Herbstkollektion mit der Bekleidungsmarke Palace zusammen, als auf T-Shirts und Kapuzenpullovern ein Foto eines Polizeiautos und die Unterschrift von 10foot aufgebracht war. Eine Aufzeichnung des Auftritts wurde als Werbevideo für die Zusammenarbeit verwendet.

## Gefängnisstrafe
Am 6. Juni 2010 wurde der 24-jährige Sam Moore verhaftet, nachdem er mit illegaler Kunst in der Nähe der Hungerford Bridge in London in Verbindung gebracht wurde. Nach Moores Festnahme machte die Polizei ein Foto von seinem Tag, verknüpfte es mit ihrer Datenbank und verglich es dann mit anderen Orten, an denen es verwendet wurde. Auch wurden bei ihm Foto-CDs seiner Werke, Sprays, Marker und Fotografien, auf denen er mit anderen bekannten Graffiti-Autoren abgebildet ist, festgestellt. Nach einer Analyse seiner Handschrift wurde er von einem Gericht für schuldig befunden und  zu zwei Jahren Gefängnis verurteilt. Der von ihm angerichtete Sachschaden wurde auf 113.000 Pfund geschätzt.